# Shuji Nakamura
Shuji Nakamura (Japans: 中村 修二, Nakamura Shūji) (Seto (Ehime), 22 mei 1954) is een in Japan geboren Amerikaans elektronicus.

## Biografie
Nakamura studeerde af aan de Universiteit van Tokushima in 1977 als bachelor en in 1979 met een mastergraad als elektrotechnisch ingenieur. Hij werkte voor Nichia Corporation in Tokushim, vanaf 1993 was hij leider van Nichia's onderzoeksafdeling. Daar was hij de uitvinder van de eerste galliumnitride-leds die blauwlicht uitstralen.
In 1999 verliet hij Japan en nam een posities aan als hoogleraar bij de Universiteit van Californië te Santa Barbara. In 2001 daagde Nakamura zijn voormalige werkgever voor de rechter, vanwege zijn bonus voor de uitvinding van de led van slechts 20.000 yen. Nakamura kreeg in eerste aanleg 20 miljard yen, maar in hoger beroep werd in 2005 geschikt voor 840 miljoen yen, op dat moment een recordbedrag.

## Werk
Voortbouwend op het pionierswerk van Akasaki en Amano lukte het hem inperfecties te introduceren in zuivere kristallen galliumnitride (GaN). Deze imperfecties creëren een pn-overgang welke belangrijk is voor de productie van fotonen met de golflengte van blauw licht. Vanaf 1993 werden de eerste blauwlicht-leds geproduceerd. In 1994 werd hem door de universiteit van Tokushima de doctorstitel toegekend. Na de blauwe GaN-led ontwikkelde Nakamura ook de groene indium-galliumnitride led (InGaN-led) en ten slotte een witte led. Ook ontwikkelde hij een blauwe laserdiode die worden gebruikt in Blu-ray discs en hd-dvd's.
In 2014 won hij samen met Isamu Akasaki en Hiroshi Amano de Nobelprijs voor de Natuurkunde. Naast deze Nobelprijs werd Nakamura ook onderscheiden met de IEEE Jack A Morton Award (1998), de Benjamin Franklin Medal (2002) en de Harvey-prijs (2009). 
Hij werkte als professor aan de Universiteit van Californië - Santa Barbara (UCSB). 

## Publicaties
- The Blue Laser Diode: The Complete Story door Shuji Nakamura, Gerhard Fasol, Stephen J. Pearton (Springer, 2000), ISBN 3-540-66505-6
- The blue diode laser: GaN light emitters and lasers door Shuji Nakamura en Gerhard Fasol (Springer-Verlag, 1997, ISBN 3-540-61590-3)